# Epidendrum cystosum
Epidendrum cystosum är en orkidéart som beskrevs av Oakes Ames. Epidendrum cystosum ingår i släktet Epidendrum och familjen orkidéer. Inga underarter finns listade i Catalogue of Life.